# Diego Vásquez
Pour les articles homonymes, voir  Vásquez et Vásquez (homonymie).
Diego Javier Vásquez Camayo, né le 24 mars 1965 à Ibagué (Colombie), est un acteur colombien.

## Filmographie partielle

### Au cinéma
- 1995 :  De amores y delitos: El alma del maíz
- 2000 :  Terminal
- 2001 :  La pena máxima : Soccer fan
- 2001 :  Los niños invisibles
- 2002 :  Como el gato y el ratón : Kennedy
- 2002 :  Te busco : Carmelo
- 2003 :  La primera noche
- 2004 :  Mission Movie : Rene
- 2007 :  Satanás : Alberto
- 2008 : La Passion de Gabriel (es) (La pasión de Gabriel) : Profe Luna
- 2016 :  El paseo 4 : Alberto Rubio
- 2018 :  Los Fierros : Don Hernando
- 2023 :  Freelance : Village Chief

### À la télévision
- 1996 :  La sombra del deseo : Ronaldo (série télévisée, 114 épisodes)
- 1997 :  La mujer del presidente : Cabo Abril (série télévisée, 1 épisode)
- 1998 :  Amores como el nuestro  (série télévisée, 3 épisodes)
- 1999 :  Me llaman Lolita : Corredor (série télévisée, 3 épisodes)
- 1999 :  Marido y mujer : Darío (série télévisée, 108 épisodes)
- 2006 :  Sin tetas no hay paraíso : Caballo (série télévisée, 23 épisodes)
- 2007 :  Zorro: la espada y la rosa : Leroy (série télévisée, 15 épisodes)
- 2008 :  Los protegidos : Careniña (série télévisée, 1 épisode)
- 2009 :  Las muñecas de la mafia : Norman (série télévisée, 1 épisode)
- 2011 :  El Joe : Julio Ernesto Estrada 'Fruko' (série télévisée, 133 épisodes)
- 2012 :  Pobres Rico : Carlos Siachoque (série télévisée, 1 épisode)
- 2014 :  En la Boca del Lobo  (série télévisée, 2 épisodes)
- 2016 :  La niña : Coronel Luis Barragan (série télévisée, 3 épisodes)
- 2017 : Catalina (Sin senos sí hay paraíso) : El Indio (série télévisée, 3 épisodes)
- 2017-2018 : El Chapo : Ismael Zambrano 'Don Ismael' (série télévisée, 27 épisodes)
- 2018 : La mamá del 10 : Coronel Agapito Dangond (série télévisée, 67 épisodes)
- 2019 :  Le Bandit repenti : Jesús 'El Pequeño' Ortega (série télévisée, 60 épisodes)
- 2021 :  De brutas, nada  (série télévisée, 1 épisode)
- 2022-2023 :  Leandro Díaz : Onofre Duarte (série télévisée, 80 épisodes)
- 2024 : Cent Ans de solitude : Adult José Arcadio Buendí (série télévisée, 6 épisodes)
- 2024-2025 :  Los 39  (mini-série télévisée, 6 épisodes)
- Black or White, Never Gray : El Correcaminos (information non vérifiée) (en cours de développement, 1 épisode)

## Récompenses et distinctions
- Festival international du film de Carthagène 2017 : Prix de la télévision colombienne : Meilleur acteur antagoniste (Mejor Actor Antagónico) pour La niña[1]